# Sistema fubing
El sistema Fubing (府兵制), también romanizado como Fu-ping, fue un sistema de milicias locales existente en China entre los siglos VI y VIII. Inicialmente empleado por la dinastía Weioccidental, fue utilizado posteriormente en las dinastías Sui y Tang, mientras que la dinastía Ming se sirvió de un sistema similar denominado Weisuo

## Características
La base militar de las dinastías Sui y Tang estuvo fundada en los principios del sistema de milicias fubing, una estrategia original de los Wei occidental, bajo la administración de Yuwen Tai. Estas unidades de milicias también se desempeñaron como reserva, y podían ser movilizadas rápidamente en tiempos de guerra.
El sistema consistía en una serie de milicias a las que se asignaban extensiones de tierra. Los hombres entre 21 y 60 años de edad eran elegibles. Los oficiales recibieron comisiones permanentes, pero dado que el servicio de las tropas regulares hacia parte del sistema de tributación se debía informar a la población en la capital de cada provincia según un sistema de rotación que variaban según la distancia al campo de operaciones. Los que vivían a 500 li de la capital servirían un mes cada cinco meses, y quienes vivían a más de 2000 li de distancia servirían durante dos meses cada 18 meses. El tiempo que pasaban fuera de servicio sería para cultivar sus tierras, pero si estando en la reserva estallaba una guerra, tendrían que volver a movilizarse. Esto complementaba la igualdad del sistema, que asigna a todos los hogares una parte de tierra para cultivar. Posteriormente dichas unidades se convirtieron en hereditarias entre las familias de militares, y ello convirtió a las comunidades en vastos asentamientos  militarizados. 
Los Sui colocaron estas unidades bajo la administración civil local, y más tarde los Tang las incorporaron al control metropolitano, más concretamente al Ministerio del Ejército. Los Tang administraron 634 unidades de la milicia, más tarde llamadas Zhechongfu. Cada unidad consistía de entre 800 a 1.200 hombres, que a su vez se subdividieron en tuan de 300, dui de 50 y huo de 10. Muchos se concentraron en la región norte, especialmente en Guanzhong, que por sí sola envió 261 unidades de milicia, el resto incluyen 164 en Shanxi, y 74 en Henan y Shandong, todos constituyen aproximadamente el 80 por ciento de los reclutas Fubing. Los gastos que ello supuso al gobierno en el sistema Fubing fueron mínimos, ya que los milicianos podían subsistir de la agricultura. 
El sistema Fubing sólo contaba con provisiones para breves campañas militares y tiempos de paz, no para guerras prolongadas que impedían la práctica de la agricultura para la economía local y familiar. El sistema Fubing fue abandonado poco a poco en favor de unidades de tiempo completo del ejército, conocidas como Er Jian (健儿).
El sistema de milicias campesinas se ha intentado con frecuencia por nobles y funcionarios locales como una manera de pacificar el campo en tiempos de disturbios. Esto fue especialmente cierto en la última parte de la dinastía Qing (1644-1911/12), cuando el deterioro de las fuerzas regulares imperiales dejó al sistema de milicias como el único método para que el gobierno pudiera controlar el creciente número de rebeliones locales.